# Wind (prezime)
Wind je topografsko prezime engleskog podrijetla za nekoga tko je živio u blizini staze, uličice ili ceste. Najpopularnije je u sjeveroistočnoj Engleskoj, posebno u Newcastle upon Tyneu i Sunderlandu. Međutim, popularno je i u Nizozemskoj i Danskoj. Pojavljuje se u nekoliko različitih inačica, među kojima su Waind, Wind, Wynd, Wain i Wean.

## Podrijetlo
Wind potječe iz staroengleske riječi "gewind" koja prethodi 7. stoljeću. Opisuje ili osobu koja je živjela na posebno vjetrovitom području poput sjeveroistočne Engleske ili uz "zavojitu" (Engleski: winding) cestu. U srednjovjekovno doba Wind se vjerojatno davao i brzom trkaču ili glasniku.
Prezime Wind prvi je put zabilježeno u: Lancashireu, ceremonijalnom okrugu u sjeverozapadnoj Engleskoj; u Windle with Hardshawom, gradskom naselju; u župi i savezu Prescot, dijelu West Derbyja.

## Učestalost i rang u području
Prema internetskom mjestu Forebears.io najveća učestalost prezimena Wind može se naći u Sjedinjenim Državama, a slijede ih Njemačka, Nizozemska i Danska.
| Zemlja     | Učestalost | Frekvencija | Poredak u području |
| ---------- | ---------- | ----------- | ------------------ |
| SAD        | 3,778      | 1: 95.939   | 10.736             |
| Njemačka   | 3.135      | 1: 25.680   | 3398               |
| Nizozemska | 2,868      | 1: 3336     | 636                |
| Danska     | 1.692      | 1: 3336     | 281                |

## Istaknuti ljudi s prezimenom
- Alex Wind (rođen 2001.), američki studentski aktivist
- Bartina Harmina Wind (1891. – 1974.), nizozemska znanstvenica
- Carsten Wind (rođen 1950.), danski gitarist
- Cornelis Wind (1867. – 1911.), nizozemski fizičar
- Diana Wind (rođena 1957.), nizozemska povjesničarka umjetnosti
- Dorothy Wind, američka igračica bejzbola
- Edmund De Wind (1883. – 1918.), kanadski/irski ratni heroj
- Edgar Wind (1900. – 1971.), britanski povjesničar
- Franz Ludwig Wind (1719. – 1989.), švicarski kipar
- Gerhard Wind (1928. – 1992.), njemački slikar
- Günter Wind, njemački znanstvenik
- Hans Wind (1919. – 1995.), finski letački as iz Drugog svjetskog rata
- Hans Christian Wind (rođen 1932.), danski teolog
- Harmen Wind (1945. – 2010.), nizozemski pjesnik
- Henning Wind (rođen 1937.), danski natjecatelj u jedrenju
- Herbert Warren Wind (1916. – 2005.), američki književnik
- Horst-Helmut Wind (1927. – 2009.), njemački moreplovac
- Joachim Frederik Wind (1637. – 1687.), norveški moreplovac
- John Wind (1819. – 1863.), engleski arhitekt
- Jonas Wind (rođen 1999.), danski nogometaš
- Kim Wind (rođen 1957.), danski veslač
- Marlene Wind (rođena 1963.), danska politologinja
- Martin Wind (rođen 1968.), džez-glazbenik
- Patrick Wind (rođen 1968.), njemački skladatelj
- Per Wind (rođen 1955.), danski nogometaš
- Per Wind (rođen 1947.), danski veslač
- Pierre Wind (rođen 1965.), nizozemski kuhar
- Stefanie Wind, američka jezikoslovka[6]
- Susie Wind (rođena 1968.), američka vizualna umjetnica
- Tommy Wind, američki iluzionist
- Torben Wind (rođen 1960.), danski računalni znanstvenik
- Willie Wind (1913. – 1995.), američki umjetnik